# Leichtathletik-Europameisterschaften 1934/100 m der Männer

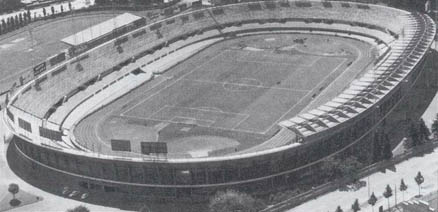
Turiner Olympiastadion – damalige Bezeichnung
Stadio Benito Mussolini

Der 100-Meter-Lauf der Männer bei den Leichtathletik-Europameisterschaften 1934 wurde am 7. und 8. September 1934 im Turiner Stadio Benito Mussolini ausgetragen.
Europameister wurde der Niederländer Christiaan Berger, der vor dem Deutschen Erich Borchmeyer gewann. Bronze ging an den Ungarn József Sir.

## Rekorde

### Bestehende Rekorde
| Weltrekord           | 10,3 s                                              | Percy Williams                                      | Toronto, Kanada                                     | 9. August 1930                                      |
| Weltrekord           | 10,3 s                                              | Arthur Jonath                                       | Bochum, Deutsches Reich                             | 5. Juni 1932                                        |
| Weltrekord           | 10,3 s                                              | Eddie Tolan                                         | Los Angeles, USA                                    | 1. August 1932                                      |
| Weltrekord           | 10,3 s                                              | Arthur Jonath                                       | Düsseldorf, Deutsches Reich                         | 23. Juli 1933                                       |
| Weltrekord           | 10,3 s                                              | Ralph Metcalfe                                      | Budapest, Ungarn                                    | 12. August 1933                                     |
| Weltrekord           | 10,3 s                                              | Erich Borchmeyer                                    | Köln, Deutsches Reich                               | 12. August 1933                                     |
| Weltrekord           | 10,3 s                                              | Erich Borchmeyer                                    | Berlin, Deutsches Reich                             | 1. Juli 1934                                        |
| Weltrekord           | 10,3 s                                              | Erich Borchmeyer                                    | Frankfurt am Main, Deutsches Reich                  | 22. Juli 1934                                       |
| Weltrekord           | 10,3 s                                              | Eulace Peacock                                      | Oslo, Norwegen                                      | 5. August 1934                                      |
| Weltrekord           | 10,3 s                                              | Christiaan Berger                                   | Amsterdam, Niederlande                              | 26. August 1934                                     |
| Europarekord         | 10,3 s                                              | Arthur Jonath                                       | Bochum, Deutsches Reich                             | 5. Juni 1932                                        |
| Europarekord         | 10,3 s                                              | Arthur Jonath                                       | Düsseldorf, Deutsches Reich                         | 23. Juli 1933                                       |
| Europarekord         | 10,3 s                                              | Erich Borchmeyer                                    | Köln, Deutsches Reich                               | 12. August 1933                                     |
| Europarekord         | 10,3 s                                              | Erich Borchmeyer                                    | Berlin, Deutsches Reich                             | 1. Juli 1934                                        |
| Europarekord         | 10,3 s                                              | Erich Borchmeyer                                    | Frankfurt am Main, Deutsches Reich                  | 22. Juli 1934                                       |
| Europarekord         | 10,3 s                                              | Christiaan Berger                                   | Amsterdam, Niederlande                              | 26. August 1934                                     |
| Meisterschaftsrekord | Einen Europameisterschaftsrekord gab es noch nicht. | Einen Europameisterschaftsrekord gab es noch nicht. | Einen Europameisterschaftsrekord gab es noch nicht. | Einen Europameisterschaftsrekord gab es noch nicht. |

### Europameisterschaftsrekorde
Im ersten Rennen wurde ein erster Europameisterschaftsrekord aufgestellt, der einmal gesteigert wurde. Dieser neue Rekord wurde anschließend noch zweimal egalisiert:
- 11,1 s (erster EM-Rekord) – Paul Hänni (Schweiz), erster Vorlauf am 7. September
- 10,6 s (Verbesserung des EM-Rekords) – Christiaan Berger (Niederlande), zweiter Vorlauf am 7. September
- 10,6 s (Egalisierung des EM-Rekords) – József Sir (Ungarn), erstes Halbfinale am 7. September
- 10,6 s (Egalisierung des EM-Rekords) – Christiaan Berger (Niederlande), Finale am 8. September

## Vorrunde
7. September 1934

Die Vorrunde wurde in vier Läufen durchgeführt. Für das Halbfinale qualifizierten sich pro Lauf die ersten drei Athleten – hellblau unterlegt.

### Vorlauf 1
| Platz | Name             | Nation          | Zeit      |
| ----- | ---------------- | --------------- | --------- |
| 1     | Paul Hänni       | Schweiz         | 11,1 s CR |
| 2     | Julije Bauer     | Jugoslawien     | 11,2 s    |
| 3     | Erich Borchmeyer | Deutsches Reich | 11,2 s    |

### Vorlauf 2

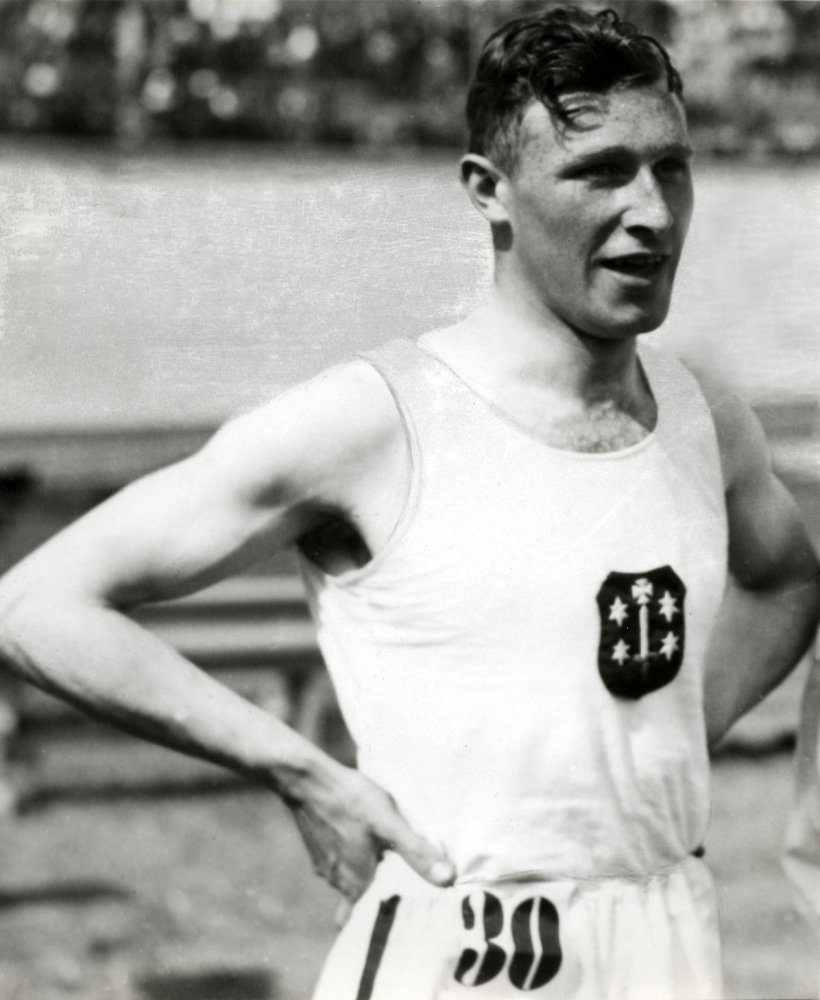
Christiaan Berger – erster Sprint-König bei Leichtathletik-Europameisterschaften

| Platz | Name               | Nation             | Zeit      |
| ----- | ------------------ | ------------------ | --------- |
| 1     | Christiaan Berger  | Niederlande        | 10,6 s CR |
| 2     | Albert Jud         | Schweiz            | 10,8 s    |
| 3     | Orazio Mariani     | Königreich Italien | 10,9 s    |
| 4     | Pierre Dondelinger | Frankreich         | 11,0 s    |
| 5     | Jānis Ķīvītis      | Lettland           | NT000     |

### Vorlauf 3
| Platz | Name             | Nation             | Zeit   |
| ----- | ---------------- | ------------------ | ------ |
| 1     | Gerd Hornberger  | Deutsches Reich    | 11,1 s |
| 2     | Ulderico Di Blas | Königreich Italien | 11,1 s |
| 3     | Karel Bergmann   | Tschechoslowakei   | 11,3 s |
| 4     | Mario Porto      | Portugal           | 11,3 s |

### Vorlauf 4
| Platz | Name              | Nation      | Zeit   |
| ----- | ----------------- | ----------- | ------ |
| 1     | József Sir        | Ungarn      | 11,0 s |
| 2     | Martinus Osendarp | Niederlande | 11,1 s |
| 3     | Robert Paul       | Frankreich  | NT     |

## Halbfinale
7. September 1934

In den beiden Halbfinalläufen qualifizierten sich die jeweils ersten drei Athleten – hellblau unterlegt – für das Finale.

### Lauf 1

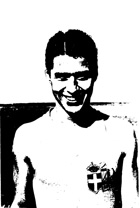
Orazio Mariani schied als Vierter seines Halbfinallaufs aus.

| Platz | Name              | Nation             | Zeit       |
| ----- | ----------------- | ------------------ | ---------- |
| 1     | József Sir        | Ungarn             | 10,6 s CRe |
| 2     | Erich Borchmeyer  | Deutsches Reich    | 10,8 s     |
| 3     | Martinus Osendarp | Niederlande        | 10,9 s     |
| 4     | Orazio Mariani    | Königreich Italien | 11,0 s     |
| 5     | Albert Jud        | Schweiz            | NT000      |
| 6     | Karel Bergmann    | Tschechoslowakei   | NT000      |

### Lauf 2
| Platz | Name              | Nation             | Zeit   |
| ----- | ----------------- | ------------------ | ------ |
| 1     | Christiaan Berger | Niederlande        | 10,7 s |
| 2     | Paul Hänni        | Schweiz            | 10,8 s |
| 3     | Gerd Hornberger   | Deutsches Reich    | 10,9 s |
| 4     | Julije Bauer      | Jugoslawien        | NT     |
| 5     | Ulderico Di Blas  | Königreich Italien | NT     |
| 6     | Robert Paul       | Frankreich         | 11,0 s |

## Finale

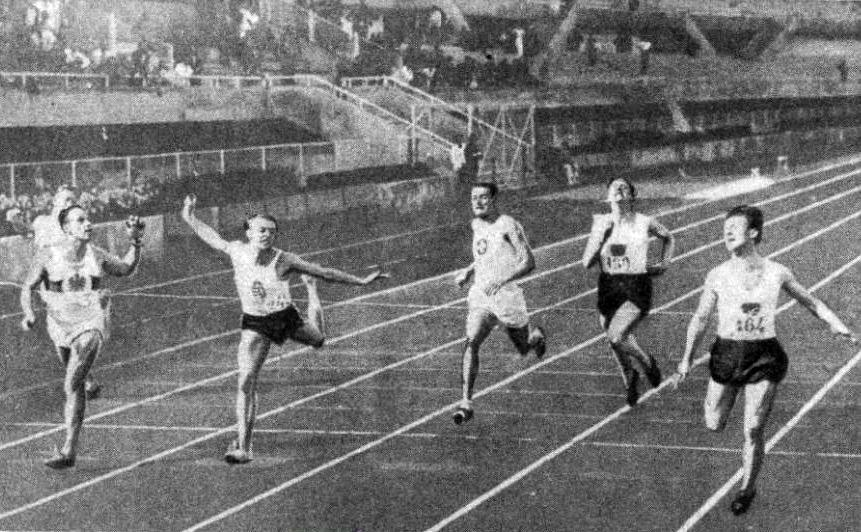
Zieleinlauf über 100 Meter (auf dem Foto v. l. n. r.): Gerd Hornberger (verdeckt), Erich Borchmeyer, József Sir, Paul Hänni, Martinus Osendarp, Christiaan Berger

8. September 1934
| Platz | Name              | Nation          | Zeit       |
| ----- | ----------------- | --------------- | ---------- |
| 1     | Christiaan Berger | Niederlande     | 10,6 s CRe |
| 2     | Erich Borchmeyer  | Deutsches Reich | 10,7 s     |
| 3     | József Sir        | Ungarn          | 10,7 s     |
| 4     | Paul Hänni        | Schweiz         | 10,8 s     |
| 5     | Martinus Osendarp | Niederlande     | 10,9 s     |
| 6     | Gerd Hornberger   | Deutsches Reich | 10,9 s     |